# Darlington F.C.
Darlington Football Club – angielski klub piłkarski z miasta Darlington. Ich największym rywalem jest drużyna Hartlepool United. 
W maju 2012 roku klub został zlikwidowany. Nowy zarząd zarejestrował klub pod nową nazwą Darlington 1883 i rozpoczął zmagania na 9 szczeblu angielskich rozgrywek w Northern League Division One.